# ساشا إيفكوفيتش
ساشا إيفكوفيتش (بالصربية: Саша Ивковић)‏ (مواليد 13 مايو 1993، لاعب كرة قدم إماراتي-صربي يجيد اللعب في الدفاع مع نادي الوحدة في دوري الخليج العربي الإماراتي.

## مسيرة اللاعب
لعب في عدة أندية أوروبية و احترف في الإمارات في نادي بني ياس في عام 2019 و انتقل إلى نادي الوحدة الإماراتي في عام 2020 وحصل على الجنسية الإماراتية في عام 2024.

## روابط خارجية
ساشا إيفكوفيتش على موقع الاتحاد الأوربي (الإنجليزية)
- ساشا إيفكوفيتش على موقع قاعدة بيانات كرة القدم.إي يو (الإنجليزية)
- ساشا إيفكوفيتش على موقع Soccerway.com (الإنجليزية)